# Viktor Örlygur Andrason
Viktor Örlygur Andrason (Reikiavik, 5 de febrero de 2000) es un futbolista islandés que juega en la demarcación de centrocampista para el Víkingur Reykjavík de la Úrvalsdeild Karla.

## Selección nacional
Tras jugar en la selección de fútbol sub-16 de Islandia, la sub-17, la sub-18, la sub-19 y en la sub-21, finalmente el 12 de enero de 2021 hizo su debut con la selección absoluta en un encuentro amistoso contra Uganda que finalizó con un resultado de empate a uno tras los goles de Jón Böðvarsson y Patrick Kaddu.

## Clubes
| Club               | País     | Año   | Partidos | Goles |
| ------------------ | -------- | ----- | -------- | ----- |
| Víkingur Reykjavík | Islandia | 2016- | 70       | 5     |

## Palmarés

### Campeonatos nacionales
| Título            | Club               | País     | Año  |
| ----------------- | ------------------ | -------- | ---- |
| Úrvalsdeild Karla | Víkingur Reykjavík | Islandia | 2021 |
| Copa de Islandia  | Víkingur Reykjavík | Islandia | 2019 |
| Copa de Islandia  | Víkingur Reykjavík | Islandia | 2021 |